# Kim Kwang-kyu (actor)
Kim Kwang-kyu (Hangul: 김광규, RR: Gim Gwang-gyu), es un veterano y popular actor surcoreano.

## Biografía
Estudió en la Universidad de Educación a Distancia de Corea (en inglés: Korea National Open University).

## Carrera
Es miembro de la agencia "Jump Entertainment". Previamente fue miembro de la agencia "KOEN Entertainment".
En julio de 2011 se unió al elenco recurrente de la serie Scent of a Woman donde interpretó a Yoon Bong-kil, el compañero de oficina de Lee Yeon-jae (Kim Sun-a) e instructor de tango Ramsés.
En marzo del 2013 se unió al elenco recurrente de la serie You Are the Best! donde dio vida al "Gerente Shin", un estador que se hace pasar por Shin Joon-ho (Jo Jung-suk) y luego estafa a Lee Soon-shin (IU) haciéndole creer que la preparará para convertirse en actriz.
En abril del mismo año se unió al elenco recurrente de la serie The Queen of Office, donde interpretó al señor Han, el gerente de "Home Mart".
En junio del mismo año se unió al elenco recurrente de la serie I Can Hear Your Voice, donde dio vida al juez Kim Gong-sook.
Ese mismo año se unió al elenco recurrente de la serie The Suspicious Housekeeper, donde interpretó al profesor de aula de Eun Han-kyul (Kim So-hyun).
El 1 de noviembre del mismo año realizó una aparición especial durante el quinto episodio de la serie Reply 1994 donde dio vida a Na Chang-seok, el profesor de "Sseureki" (Jung Woo) en el hospital universitario.
En febrero del 2014 se unió al elenco recurrente de la serie Wonderful Days, donde interpretó a Kang Ssang-ho, el tío de Kang Dong-suk (Lee Seo-jin).
Ese mismo año apareció como invitado duranate el décimo episodio de la serie Be Arrogant, donde dio vida al dueño del apartamento donde vive Hong Ha-ra (Yura).
El 12 de noviembre del mismo año se unió al elenco recurrente de la serie Pinocchio, donde interpretó a Kim Gong-joo, el jefe de "MSC News Desk".
En marzo de 2016 se unió al elenco recurrente de la serie Marriage Contract, donde dio vida a Park Ho-joon, uno de los amigos de Han Ji-hoon (Lee Seo-jin) y gerente del restaurante "Promise".
En agosto de 2017 se unió al elenco recurrente de la serie Save Me, donde interpretó a Woo Choon-kil, un oficial de la policía y el padre de Woo Jung-hoon (Lee David).
En mayo de 2018 se unió al elenco recurrente de la serie Lawless Lawyer, donde dio vida a Kong Jang-soo, un oficial de la policía que en el pasado fue el detective principal a cargo de los casos de Choi Jin-ae (Shin Eun-jung) y Noh Hyung-joo (Baek Joo-hee).
En diciembre del mismo año se unió al elenco recurrente de la serie My Strange Hero, donde interpretó a Song Yoo-taek, el gruñón subdirector de la escuela Seolsong, quien es el responsable de supervisar la conducta de los maestros.
En febrero del 2019 se unió al elenco recurrente de la serie Trap, donde dio vida a Jang Man-ho, el jefe del escuadrón.
El 16 de diciembre del mismo año se unió al elenco principal de la serie Diary of a Prosecutor, donde interpretó a Hong Jong-hak, un fiscal con más de 14 años de experiencia.
El 17 de julio del 2020 apareció como invitado por primera vez en la serie Graceful Friends, donde dio vida al CEO de la agencia de cine para adultos "Fantastic Film".

## Filmografía

### Series de televisión
| Año     | Título                                 | Personaje                       | Notas                          | Ref.          |
| ------- | -------------------------------------- | ------------------------------- | ------------------------------ | ------------- |
| 2003    | Sang Doo! Let's Go to School           | -                               |                                |               |
| 2003    | Dae Jang Geum                          | Hombre sosteniendo una lámpara  |                                |               |
| 2004    | "Blue Skies of Jeju Island"            | Amigo de Kyung-soo              | Drama City - 1 episodio        |               |
| 2004    | Into the Storm                         | -                               |                                |               |
| 2004    | Lovers in Paris                        | Hombre en la parada del autobús | Aparición especial, ep. n.º 13 |               |
| 2004    | Island Village Teacher                 | Conductor                       |                                |               |
| 2004    | When A Man Loves A Woman               | Amigo de Kyung-soo              |                                |               |
| 2005    | Eighteen, Twenty-Nine (18 vs. 29)      | -                               |                                |               |
| 2005    | Fashion 70's                           | Detective                       |                                |               |
| 2006    | Special of My Life                     | Detective Mayor                 |                                |               |
| 2006    | Mr. Goodbye                            | Kwon Bok-haeng                  |                                |               |
| 2006    | Please Come Back, Soon-ae              | Acosador en el Avión            |                                |               |
| 2006    | Couple or Trouble                      | Jefe de Departamento Gong       |                                |               |
| 2006    | Freeze                                 | Inspector Jang                  | Aparición especial             |               |
| 2006    | Princess Hours (Goong)                 | Maestro de Artes Escénicas      | Aparición especial, ep. n.º 2  |               |
| 2007    | Hello! Miss                            | Kwak Boo-jang                   |                                |               |
| 2007    | Legend of Hyang Dan                    | Ui-jik                          | 2 episodios                    |               |
| 2008    | Successful Life                        | Choi Dong-joon                  |                                |               |
| 2008    | The Secret of Coocoo Island            | Jefe de Sección Kim             | 40 episodios                   |               |
| 2008    | "Disciplinary Committee"               | Park Seung-gyu                  | Drama City - 1 episodio        |               |
| 2009    | The Accidental Couple (The Fool)       | Líder en la Oficina de Correo   |                                |               |
| 2009    | Soul                                   | Bae Seong-bin                   |                                |               |
| 2009    | Hometown of Legends - "Forbidden Book" | Jeon Ki-soo                     |                                |               |
| 2009    | Assorted Gems                          | Cirujano Plástico               | Aparición especial             |               |
| 2009    | Will It Snow for Christmas?            | Maestro de Aula                 | Aparición especial             |               |
| 2010    | Oh! My Lady                            | Han Min-kwan                    | 10 episodios                   |               |
| 2010    | The Miracle of Love                    | Jang Gap-dol                    |                                |               |
| 2010    | "Summer Story"                         | Bong Pil-ho                     | Drama Special S1 - 1 episodio  |               |
| 2010    | Sungkyunkwan Scandal                   | Hwang-ga                        |                                |               |
| 2010    | "Our Slightly Risque Relationship"     | Camarógrafo                     | Drama Special S1 - 1 episodio  |               |
| 2011    | Welcome to the Show                    | Mánager                         | 1 episodio                     |               |
| 2011    | Listen to My Heart                     | Director del Jardín Botánico    |                                |               |
| 2011    | Scent of a Woman                       | Yoon Bong-kil (Ramses)          |                                |               |
| 2011    | Lights and Shadows                     | Pierre                          |                                |               |
| 2011    | Bolder By the Day                      | Go Dae-ro                       |                                |               |
| 2012    | Late Blossom                           | Go Seok-ho                      |                                |               |
| 2012    | A Gentleman's Dignity                  | Profesor                        | Aparición especial, ep. n.º 4  |               |
| 2012    | Arang and the Magistrate               | Lee Bang                        |                                |               |
| 2012    | Jeon Woo-chi                           | Park Myung-gi                   |                                |               |
| 2012    | My Kids Give Me a Headache             | Cliente en la Gasolinera        | Aparición especial             |               |
| 2013    | You Are the Best!                      | Manager Shin                    | Aparición especial             |               |
| 2013    | The Queen of Office                    | Manager Han                     |                                |               |
| 2013    | Pots of Gold (I Summon You, Gold!)     | Jung Byung-dal                  |                                |               |
| 2013    | "Yeon-woo's Summer"                    | Gerente de Limpieza             | Drama Special                  |               |
| 2013    | I Can Hear Your Voice                  | Kim Gong-sook                   |                                |               |
| 2013    | The Suspicious Housekeeper             | Profesor de Eun Han-kyul        |                                |               |
| 2013    | Reply 1994                             | Na Chang-seok                   | Aparición especial, ep. n.º 5  |               |
| 2013-14 | Potato Star 2013QR3                    | Director Oh                     |                                |               |
| 2014    | Wonderful Days                         | Kang Ssang-ho                   |                                |               |
| 2014    | Triangle                               | Detective de Asuntos Internos   |                                |               |
| 2014    | Boarding House 24th St.                | Propietario de la Pensión       | 12 episodios                   |               |
| 2014    | Be Arrogant                            | Dueño de Apartamento            | Aparición especial, ep. n.º 10 |               |
| 2014-15 | Pinocchio                              | Kim Gong-joo                    |                                |               |
| 2015    | Angry Mom                              | Maestro de Jo Kang-ja           | Aparición especial, ep. n.º 2  |               |
| 2015    | Warm and Cozy                          | Mr. Gong                        | Aparición especial, ep. n.º 1  |               |
| 2015    | Splendid Politics                      | Yi Yeong-bu                     |                                |               |
| 2016    | Marriage Contract                      | Park Ho-joon                    |                                |               |
| 2016    | Gogh, The Starry Night                 | Hombre en el Funeral            | Aparición especial, 2 ep.      |               |
| 2016-17 | Hwarang: The Poet Warrior Youth        | Pi Joo-ki                       |                                |               |
| 2017    | Just Between Lovers                    | Delegado                        | Aparición especial, ep. n.º 1  |               |
| 2017    | Save Me                                | Woo Choon-kil                   |                                |               |
| 2017    | Hospital Ship                          | Choo Won-gong                   |                                |               |
| 2018    | Thirty But Seventeen                   | Reparador del Violín            | Cameo                          |               |
| 2018    | The Undateables                        | Kim So-wool                     | Aparición especial             | [ 12 ] [ 13 ] |
| 2018    | Dear Judge                             | exmarido de Cha Hong-ran        | Aparición especial             |               |
| 2018    | Lawless Lawyer                         | Kong Jang-soo                   |                                |               |
| 2018-19 | My Strange Hero                        | Song Yoo-taek                   |                                |               |
| 2019    | "Woman with a Bleeding Ear"            | Ji Kyung-sik                    | Drama Stage S3 - 1 episodio    |               |
| 2019    | Spring Turns to Spring                 | Bang Kwang-gyu                  |                                | [ 14 ]        |
| 2019    | Trap                                   | Jang Man-ho                     | 7 episodios                    |               |
| 2019    | The Secret Life of My Secretary        | Director en Entrevista          | Aparición especial, ep. n.º 3  |               |
| 2019-20 | Diary of a Prosecutor                  | Hong Jong-hak                   | 16 episodios                   |               |
| 2020    | Extracurricular                        | Byung-kwan                      |                                |               |
| 2020    | Team Bulldog: Off-Duty Investigation   | Jefe de Banda                   | Aparición especial, ep. n.º 1  |               |
| 2020    | Did We Love?                           | Hong-pyun                       | Aparición especial, 3 ep.      |               |
| 2020    | Graceful Friends                       | CEO de "Fantastic Film"         | Aparición especial, 5 ep.      |               |
| 2021    | She Would Never Know                   | Kim Joong-hyuk                  |                                |               |
| 2021    | Penthouse: War In Life 2               | Actor                           | Aparición especial, ep. 8      |               |
| 2021    | Somehow Family                         | Kim Kwang-kyu                   | 30 episodios                   | [ 15 ]        |
| 2021    | Police University                      | Maestro                         | Aparición especial             | [ 16 ]        |
| 2021    | Lovers of the Red Sky                  | Choi Won-ho                     |                                | [ 17 ]        |
| 2022    | Dr. Park's Clinic                      | Ji Min-ji                       |                                | [ 18 ]        |
| 2022    | Propuesta laboral                      | Shin Joong-hae                  |                                | [ 19 ] [ 20 ] |
| 2024    | Knight Flower                          | Hwang Chi-dal                   |                                | [ 21 ] [ 22 ] |
| 2024    | Wedding Impossible                     | Na Dae-seop                     |                                |               |
| 2024    | The Midnight Studio                    | Padre Peter                     | Aparición especial             | [ 23 ]        |
| 2024    | Borrador de malos recuerdos            | Han Dong-cheol                  |                                | [ 24 ]        |
| 2024    | The Judge from Hell                    | Ahn Dae-yong                    |                                | [ 25 ]        |

### Películas
| Año  | Título                                | Personaje                        | Notas                                                                               |
| ---- | ------------------------------------- | -------------------------------- | ----------------------------------------------------------------------------------- |
| 1999 | Dr. K                                 | Fisioterapeuta                   |                                                                                     |
| 2000 | Terror Taxi                           | Taxista 2                        |                                                                                     |
| 2001 | Friend                                | Maestro Grosero                  |                                                                                     |
| 2001 | Take Care of My Cat                   | Insp. de Boletos en el Tren      |                                                                                     |
| 2003 | Mutt Boy                              | Líder del Equipo Seok            |                                                                                     |
| 2003 | North Korean Guys                     | Jefe del Escuadrón de Detectives |                                                                                     |
| 2004 | Windstruck                            | Policía Encubierto / Príncipe 3  | Junto a Jun Ji-hyun, Jang Hyuk, Kim Jung-tae, Kim Su-ro, Lee Ki-woo y Im Ye-jin     |
| 2004 | My Brother                            | Maestro de Aula                  |                                                                                     |
| 2005 | You Are My Sunshine                   | Líder de la Aldea                |                                                                                     |
| 2006 | Oh! My God                            | Secretario Shin                  |                                                                                     |
| 2006 | Lump Sugar                            | Jang Ma-ju                       |                                                                                     |
| 2006 | Tazza: The High Rollers               | "Skinny"                         | Junto a Jo Seung-woo, Kim Hye-soo, Yoo Hae-jin, Baek Yoon-sik y Kim Yoon-seok       |
| 2007 | Voice of a Murderer                   | Investigador en Jefe             | Junto a Kim Nam-joo, Sol Kyung-gu, Kim Yeong-cheol y Go Soo-hee                     |
| 2007 | Meet Mr. Daddy                        | Hombre en Traje                  |                                                                                     |
| 2007 | Underground Rendezvous                | Comandante del Regimiento        | Cameo                                                                               |
| 2007 | The Worst Guy Ever                    | Hombre en Cita a Ciegas          | Cameo                                                                               |
| 2007 | 묘도야화                              | Golfista Profesional             |                                                                                     |
| 2007 | A Love                                | Líder de la Unión                | Cameo                                                                               |
| 2008 | My Mighty Princess                    | Operador de Máquina              |                                                                                     |
| 2008 | Modern Boy                            | Park Ga-song                     |                                                                                     |
| 2008 | Sweet Lie (Lost and Found)            | Director de Televisión           |                                                                                     |
| 2009 | Closer to Heaven                      | Kook Dong-sik                    | Junto a Ha Ji-won, Kim Myung-min, Nam Neung-mi, Im Ha-ryong y Yoo Seung-mok         |
| 2009 | Where is Jung Seung-pil?              | Director Park                    |                                                                                     |
| 2009 | Girlfriends                           | Jefe de Departamento             | Cameo                                                                               |
| 2010 | Secret Reunion                        | Jefe de Gyeongsang               | Cameo                                                                               |
| 2010 | Twilight Gangsters                    | Líder del Equipo de Policías     |                                                                                     |
| 2010 | Haunters                              | Manager                          | Cameo                                                                               |
| 2011 | Little Black Dress                    | Padre de Joven preuniversitaria  | Cameo - junto a Yoon Eun-hye, Park Han-byul, Cha Ye-ryun, Yoo In-na y Lee Mi-do     |
| 2011 | Champ                                 | Kwang-kyu                        |                                                                                     |
| 2011 | Countdown                             | Detective Park                   |                                                                                     |
| 2013 | Blood and Ties                        | Detective Jang                   | Junto a Son Ye-jin, Im Hyung-joon, Lee Kyu-han, Jo An y Kim Kap-soo                 |
| 2013 | Marriage Blue                         | Doctor Kim                       | Cameo - junto a Kim Kang-woo, Kim Hyo-jin, Joo Ji-hoon, Ok Taecyeon y Ma Dong-seok  |
| 2014 | Hot Young Bloods                      | Dae-poong ("Typhoon")            | Cameo - junto a Park Bo-young, Lee Jong-suk, Kim Young-kwang y Ra Mi-ran            |
| 2014 | A Dynamite Family                     | -                                | Cameo                                                                               |
| 2015 | Love Forecast                         | Hombre en Hongdae sin Oficina    | Cameo - junto a Lee Seung-gi, Moon Chae-won, Lee Seo-jin, Jung Joon-young y Go Yoon |
| 2016 | Will You Be There?                    | Cartero                          | Cameo                                                                               |
| 2016 | Queen of Walking                      | Padre de Man Bok                 | Junto a Shim Eun-kyung, Park Joo-hee, Yoon Ji-won, Lee Jae-jin y Ahn Seung-gyun     |
| 2017 | The Sheriff In Town                   | Jefe de Subsección Park          |                                                                                     |
| 2018 | The Accidental Detective 2: In Action | Gwang Goo                        | Junto a Kwon Sang-woo, Sung Dong-il, Lee Il-hwa, Choi Deok-moon y Kim Dong-wook     |
| 2018 | Door Lock                             | Jefe Adjunto de Depto.           |                                                                                     |
| 2019 | The Dude In Me                        | Kim Jong-ki                      | Junto a Jung Jin-young, Park Sung-woong, Ra Mi-ran, Lee Jun-hyeok y Lee Soo-min     |

### Programas de variedades
| Año                    | Título                                      | Notas                                                                     |
| ---------------------- | ------------------------------------------- | ------------------------------------------------------------------------- |
| 2010                   | Family Outing: Season 2                     | (ep. 8-9) - invitado                                                      |
| 2010, 2013, 2014       | Happy Together: Season 4                    | (ep. 157, 291, 324, 339, 359) - invitado                                  |
| 2010, 2011, 2013, 2015 | Running Man                                 | (ep. 15, 32, 159, 176, 274) - invitado (ep. 271-272) - aparición especial |
| 2011                   | Law of the Jungle in Papua                  | miembro - (también conocido como "Kim Byung-man's Law of the Jungle")     |
| 2013                   | Infinite Challenge                          | (ep. 326) - invitado                                                      |
| 2013, 2020             | Radio Star                                  | (ep. 315, 662) - invitado                                                 |
| 2013-2015, 2016        | I Live Alone                                | (ep. 1-110) - miembro (ep. 115, 141, 143) - invitado                      |
| 2014                   | 건강보감 리턴즈                             | presentador                                                               |
| 2014                   | Three Meals a Day: Jeongseon Village 1      | (ep. 3-4, 9-10) - invitado                                                |
| 2014                   | Saturday Night Live Korea                   | (ep. 83) - invitado                                                       |
| 2014-2015              | Hello! Stranger                             | 13 episodios - miembro                                                    |
| 2015                   | Abnormal Summit: Season 1                   | (ep. 34) - invitado                                                       |
| 2015                   | Three Meals a Day: Jeongseon Village 2      | 18 episodios - miembro                                                    |
| 2015                   | Same Bed, Different Dreams                  | (ep. 34) - invitado                                                       |
| 2016-2018              | Flaming Youth (불타는 청춘)                 | (ep. 46-57, 61-66, 71-118, 120-138, 140-141) - miembro                    |
| 2017                   | Battle Trip                                 | (ep. 37) - invitado - junto a Ok Taec-yeon                                |
| 2018                   | The Fishermen and the City (City Fisherman) | (ep. 34) - invitado - junto a Ji Sang-ryeol                               |
| 2019                   | Let's Eat Dinner Together                   | (ep. 151) - invitado                                                      |
| 2019                   | Where Is My Home                            | invitado                                                                  |
| 2019                   | The Barber of Seville                       | 10 episodios - miembro                                                    |
| 2020                   | Come Drive In                               | (ep. 6) - invitado                                                        |

## Discografía

### Single
| Fecha de Lanzamiento | Información                                                                  | Notas                                                               |
| -------------------- | ---------------------------------------------------------------------------- | ------------------------------------------------------------------- |
| 24 de agosto de 2014 | Títiulo: Open Sesame (열려라 참깨) Etiqueta: Koen TN Entertainment/A&G Modes | 1. Open Sesame (열려라 참깨) 2. Open Sesame (열려라 참깨) - (Inst.) |

## Premios y nominaciones
| Año  | Categoría                              | Premio                       | Trabajo                                | Resultado |
| ---- | -------------------------------------- | ---------------------------- | -------------------------------------- | --------- |
| 2017 | Best Entertainer Award                 | SBS Entertainment Award      | Burning Youth                          | Ganó      |
| 2017 | Excellence Award in Variety Category   | SBS Entertainment Award      | Burning Youth                          | Nominado  |
| 2017 | Popularity Award in a Variety Show     | MBC Entertainment Award      | I Live Alone                           | Ganó      |
| 2016 | Variety "Slave" Award                  | tvN10 Award                  | Three Meals a Day: Jeongseon Village 2 | Nominado  |
| 2013 | Special Award, Actor in a Miniseries   | SBS Drama Award              | I Can Hear Your Voice                  | Nominado  |
| 2013 | Excellence Award in a Variety Show     | 13th MBC Entertainment Award | I Live Alone                           | Ganó      |
| 2013 | Excellence Award, Actor                | 6th Korea Drama Award        | The Queen of Office                    | Nominado  |
| 2008 | Popularity Award in a Sitcom or Comedy | MBC Entertainment Award      | The Secret of Coocoo Island            | Ganó      |